# 方佩芝
方佩芝（英語：Bridget Maeve Phillipson，1983年12月19日—），英國工黨籍政治人物，現任英國教育大臣兼婦女及平等事務部長。她亦是豪頓及新德蘭南選區的國會議員，自2010年大選後連任至今。

## 早年經歷
1983年12月19日，方佩芝出生於英格蘭蓋茨黑德。方佩芝的母親在新德蘭成立一間名為的慈善機構，為遭到家暴的女性提供庇護。她成長一個位於華盛頓的貧困地區，並住在沒有暖氣的公營住宅。方佩芝的母親小時為她報名參加當地社區中心的周六上午戲劇課，令她成為兒童電視節目的臨時演員。她也學會了拉小提琴。
她就讀於華盛頓的紐明斯特聖羅伯特天主教中學。隨後在牛津大學修讀現代歷史和現代語言（法語），在赫福學院就讀，並於 2005年以二等一級榮譽畢業。 她在 15 歲時加入英國工黨，並於2003年被選為牛津大學工黨俱樂部聯合主席。大學畢業後，她回到東北英格蘭並在當地的地方政府工作了兩年，然後在2007年至2010年間擔任的經理。

## 政治生涯

### 國會議員
2009年，方佩芝獲選為豪頓及新德蘭南選區的工黨候選人。在2010年大選中，方佩芝以50.3%的得票率和10,990多數票，當選為豪頓及新德蘭南選區的國會議員。她在進入英國下議院後，她獲任命為時任影子國防大臣麥偉俊的政務私人秘書。 她在2013年10月至2015年9月期間，擔任工黨的首席黨鞭。
2010年7月，方佩芝獲當選為下議院內政事務委員會委員，並一直擔任至2013年11月。她不僅是《2014年國防改革法令》法案委員會的委員，亦於2010年7月至2011年10月期間擔任程序委員會的委員。自2010年10月起，方佩芝還擔任選舉委員會議長委員會的成員，並自2017年10月起擔任標準委員會和特權委員會的委員。2010年至2015年期間，她擔任了英國國會跨黨派家庭暴力和性暴力小組的秘書。
在2015年大選中，方佩芝以55.1%的得票率和12,938多數票，再次當選霍頓和桑德蘭南區議員。她亦在2017年、2019年及2024年的大選中成功連任，並在 2024年的得票率上升至 47.1%，多數票增加至7,168票。

### 反對黨前座議員 (2020年至2024年)
施紀賢於2020年4月工黨黨魁選舉中獲勝後，任命方佩芝為影子財政部首席秘書；這是她首次擔任影子內閣大臣的職務。2021年11月29日，她獲任命為影子教育大臣，負責處理工黨的英格蘭教育政策。
作為影子教育大臣，方佩芝制定了工黨的兒童照顧及教育體系的改革計劃，包括：
- 為英格蘭的每個小學學童提供免費早餐[17]
- 改革教育及兒童服務與技能標凖局（英语：Ofsted），擺脫簡單化的「一字概括」學校評核制度
- 對私立學校徵收增值稅，以資助英格蘭公立學校增聘數千位教師
- 全面檢討課程及學業評估，包括在課程中加重口語和聽力技能的要求
- 用新激勵措施降低教師離職率
- 為所有年輕人提供兩週的強制性工作經驗
- 改善獲得職業指導和培訓的機會學校的心理健康

她發表了大量演講和文章，闡述了兒童保育對兒童、父母和家庭的特殊重要性，以及建立一個從育嬰假結束到小學結束的育兒制度的必要性。她確認下一屆工黨政府不會完全廢除英格蘭的大學學費，並呼籲對英格蘭的技能體系進行深遠的改革，包括建立一個名為英格蘭技能的機構，將技能和成人教育的權力下放予，以及讓現有學徒稅有更大彈性。

### 教育大臣（2024年至今）
工黨在2024年大選中取得壓倒性勝利後，方佩芝被時任首相施紀賢提名並獲任命為教育大臣。她亦於7月8日名義上獲任命為婦女與平等事務大臣，而安妮莉絲·多茲則擔任她的副手。隔年，安妮莉絲·多茲因政府縮減國際援助撥款而辭職後，施卓琪女男爵接替為其副手。